# Watarai
Watarai (jap. 度会町 Watarai-chō) – miasto w Japonii, na wyspie Honsiu, w prefekturze Mie. Według danych na rok 2020 miejscowość zamieszkiwało 7 847 mieszkańców , a gęstość zaludnienia wyniosła 58,1 os./km².